# LCD Soundsystem
Az LCD Soundsystem nevű együttes 2002-ben alakult meg Brooklynban. Dance punkot, dance rockot, elektronikus zenét, elektronikus rockot, alternatív dance zenét, art rockot és post-punk revivalt játszanak. Tagok: James Murphy, Pat Mahoney, Nancy Whang, Tyler Pope, Al Doyle, Gavin Rayna Russom, Matt Thornley és Korey Richey. Diszkográfiájuk négy nagylemezt, két koncertalbumot, egy válogatáslemezt, három EP-t és két remix albumot tartalmaz. Tyler Pope szerepelt már a hasonló jellegű !!! (Chk Chk Chk) együttesben is. Az LCD Soundsystem 2011-ben feloszlott, ám 2015 óta újból aktív. Lemezeiket a DFA Records, Columbia Records, EMI, Capitol Records, Virgin Records, Parlophone, Warner Bros. Records, Domino Records, továbbá a Nike sportszer/ruházat-gyártó cég dobja piacra.

## Diszkográfia
- LCD Soundsystem (2005)
- Sound of Silver (2007)
- This is Happening (2010)
- American Dream (2017)

## Egyéb kiadványok

### Válogatáslemezek
- 45:33 (2007)

### Remix albumok
- Introns (2006)
- 45:33 Remixes (2009)

### EP-k
- A Bunch of Sounds (2007)
- Confuse the Marketplace (2007)

### Koncertalbumok
- London Sessions (2010)
- The Long Goodbye: LCD Soundsystem Live at Madison Square Garden (2014)
- Electric Lady Sessions (2019)